# Pot Black de 1970
El Pot Black de 1970 fue un torneo de snooker que se celebró en Birmingham y se emitió por la BBC2 entre marzo y julio de 1970. Fue la segunda edición de Pot Black, disputado por primera vez en 1969. John Spencer, que se impuso a Ray Reardon en la final, se proclamó campeón.

## Resultados

### Liguillas

#### Primera liguilla
Estos fueron los partidos de la primera liguilla, con el ganador recalcado en negrita:
| Jugador      | Resultado | Jugador            |
| ------------ | --------- | ------------------ |
| Fred Davis   | 0-1       | Rex Williams       |
| John Spencer | 1-0       | Kingsley Kennerley |
| Fred Davis   | 0-1       | John Spencer       |
| Rex Williams | 1-0       | Kingsley Kennerley |
| Fred Davis   | 1-0       | Kingsley Kennerley |
| Rex Williams | 1-0       | John Spencer       |

#### Segunda liguilla
Estos fueron los partidos de la segunda liguilla, con el ganador recalcado en negrita:
| Jugador     | Resultado | Jugador     |
| ----------- | --------- | ----------- |
| Gary Owen   | 0-1       | John Pulman |
| Ray Reardon | 1-0       | Jackie Rea  |
| Gary Owen   | 0-1       | Ray Reardon |
| John Pulman | 1-0       | Jackie Rea  |
| Gary Owen   | 1-0       | Jackie Rea  |
| John Pulman | 1-0       | Ray Reardon |

### Cuadro de la fase final
Recalcado en negrita figura el ganador de cada partido.
|  | semifinales  | semifinales |              |   | final | final |
|  |              |             |              |   |       |       |
|  |              |             |              |   |       |       |
|  |              |             |              |   |       |       |
|  | John Spencer | 1           |              |   |       |       |
|  | John Spencer | 1           |              |   |       |       |
|  | John Pulman  | 0           |              |   |       |       |
|  | John Pulman  | 0           | John Spencer | 1 |       |       |
|  |              |             | John Spencer | 1 |       |       |
|  |              | Ray Reardon | 0            |   |       |       |
|  | Rex Williams | Ray Reardon | 0            | 0 |       |       |
|  | Rex Williams |             |              | 0 |       |       |
|  | Ray Reardon  | 1           |              |   |       |       |
|  | Ray Reardon  | 1           |              |   |       |       |